# George Eastman (aktor)
George Eastman, właśc. Luigi Montefiori (ur. 16 sierpnia 1942 w Genui) – włoski aktor, producent filmowy i scenarzysta. Występował we włoskich horrorach, spaghetti westernach, peplum, filmach eksploatacji, fantasy, filmach postapokaliptycznych, płaszcza i szpady i dreszczowcach erotycznych, gdzie często był obsadzony jako czarny charakter ze względu na mroczny i groźny wygląd.

## Życiorys
Urodził się w Genui we Włoszech. Początkowo dostarczał grafiki dla różnych agencji reklamowych, zanim w 1966 przeniósł się do Rzymu. Studiował w Centro sperimentale di cinematografia i w Szkole Teatralnej prowadzonej przez Alessandro Fersena. Przyjął swój zamerykanizowany pseudonim „George Eastman”, kiedy został obsadzony jako „zły charakter” w wielu spaghetti westernach nakręconych na przełomie lat 60. i 70. XX wieku.
Był Minotaurem w komedii kostiumowej Federico Felliniego Satyricon (1970). W ekranizacji powieści Jacka Londona Zew krwi (The Call of the Wild, 1972) w reżyserii Kena Annakina z Charltonem Hestonem zagrał złoczyńcę Blacka Burtona. W horrorze giallo Corrada Fariny Baba Jaga (1973) na podstawie książki Guida Crepaxa Valentina z Carroll Baker wystąpił w roli reżysera Arno, przyjaciela i kochanka głównej bohaterki – mediolańskiej fotografki z talentem do kontrowersyjnych sesji zdjęciowych. W westernie Kirka Douglasa Scalawag (1973) został obsadzony w roli Dona Aragona.
Często współpracował z reżyserem Joe D’Amato, w tym w dreszczowcu Zemsta Emanuelle (Emanuelle e Françoise (Le sorelline), 1975), grając rolę sadystycznego kochanka Carla.
W 1989 wyreżyserował swój pierwszy film DNA Formula Letale (1989).